# Флор Янсен
Флор Янсен (на нидерландски: Floor Jansen) е нидерландска певица, вокалистка на симфоничната метъл група Найтуиш от 2012 г. Тя е бивша вокалистка на групите After Forever от 1995 г. до 2009 г. и на ReVamp от 2009 г. до 2013 г.

## Биография
Родена е на 21 февруари 1981. Мечтата на Флор Янсен е да пее в мюзикъл.
През 1997 г., на 16, Флор Янсен се присъединява към групата Apocalypse (първоначалното име на After Forever). Три години по-късно е издаден и първият им албум – „Prison of Desire“. Способностите на Янсен да изпълнява и класически, и рок партии бързо я правят известна. От 1999 г. взима уроци по пеене, а три години по-късно започва да учи в консерваторията. По-късно организира курсове Wanna be a Star?!, в които самата тя преподава. След разпадането на After Forever за около година певицата няма група и не е активна на музикалната сцена. Впоследствие създава ReVamp – симфонична метъл група.

## Изяви в Найтуиш
Докато музикантите от ReVamp подготвят втория си студиен албум, Флор Янсен неочкавано се присъединява към Nightwish, на мястото на изненадващо освободената предишния ден Анет Олсон. Това става на 1 октомври 2012 г., по средата на американското турне на групата. Въпреки многото ангажименти с новата си група, Янсен не изоставя собствения си проект и между концертите на Nightwish, продължава да записва вокалните партии за новия албум на ReVamp.
Официално е обявено, че певицата ще бъде гост вокалист в Nightwish само до края на турнето през есента на 2013 г. Тази информация е частично променена месец по-късно – на 6 ноември 2012 г. Тогава в интервю за Metal Hammer основният човек в Nightwish Туомас Холопайнен обявява, че за първи път от много години, Nightwish наистина се чувстват отлично заедно и намеква за вероятността Флор Янсен да придобие статуса на постоянен член на групата. Както двамата споделят обаче, на този етап е безсмислено да се вземат окончателни решения, тъй като Nightwish няма да бъдат активни между септември 2013 и юли 2014 година. Крайното решение ще бъде взето през пролетта на 2014 година, когато музикантите се съберат, за да започнат композирането на осмия си студиен албум.
Въпреки първоначално обявената информация, Nightwish все пак взимат решение много по-рано от обявеното. На 9 октомври 2013 г. чрез официално съобщение до медиите групата обявява Флор Янсен за постоянен член. На въпрос на журналисти, как се чувства тя след решението, нейният отговор е: „Не мога да опиша с думи, какво точно чувствам в момента! Съюзът, който създадохме между нас е над всичко и нямате представа колко е велико, че ще продължим заедно това невероятно пътуване с моите нови братя! Имах мечта... и сега тя е реалност!“